# Martin Boyle
Martin Boyle (ur. 25 kwietnia 1993 w Aberdeen) – australijski piłkarz szkockiego pochodzenia grający na pozycji napastnika w klubie Hibernian F.C.

## Kariera juniorska
Boyle grał jako junior w Albion Boys Club, Lewis United F.C. (do 2008) i Montrose F.C. (2008–2010).

## Kariera seniorska

### Montrose F.C.
Boyle zadebiutował w Montrose F.C. 6 lutego 2010 w meczu z Hibernian F.C. (przeg. 5:1), mając wówczas 16 lat. Pierwszą bramkę zawodnik ten zdobył 25 września 2010 w wygranym 8:1 spotkaniu przeciwko Clyde F.C. Łącznie dla Montrose F.C. Australijczyk rozegrał 65 meczów, strzelając 25 goli.
Boyle został wypożyczony do Montrose F.C. 25 stycznia 2013. 23 lutego 2013 w starciu z Annan Athletic F.C. (wyg. 5:1) strzelił 4 gole. Ostatecznie na wypożyczeniu w barwach Montrose F.C. Australijczyk wystąpił 14 razy, zdobywając 9 bramek.

### Dundee F.C.
Boyle przeszedł do Dundee F.C. 16 sierpnia 2012. Zadebiutował on dla tego klubu 19 sierpnia 2013 w meczu z Dundee United F.C. (przeg. 3:0). Pierwszą bramkę zawodnik ten zdobył 24 lutego 2014 w meczu z Hamilton Academical F.C. (wyg. 1:0). Łącznie dla Dundee F.C. Australijczyk rozegrał 64 mecze, strzelając 5 goli.

### Hibernian F.C.

#### 2015–2022
Boyle został wypożyczony do Hibernian F.C. 3 stycznia 2015. Debiut dla tego klubu zaliczył on tego samego dnia w zremisowanym 1:1 spotkaniu przeciwko Heart of Midlothian FC. Premierowego gola piłkarz ten strzelił 31 stycznia 2015 w meczu z Raith Rovers F.C. (1:1). Na wypożyczeniu Australijczyk występił w barwach Hibernian FC 17 razy, zdobywając 3 bramki.
19 czerwca 2015 klub potwierdził zakup Boyle′a i podpisanie z nim dwuletniego kontraktu. W sezonie 2015/2016 wystąpił w 33 meczach i strzelił 6 goli, a także wraz z drużyną wygrał Puchar Szkocji. W kolejnym sezonie rozegrał 41 spotkań zdobywając 9 bramek i zdobył mistrzostwo Szkocji. W następnych trzech sezonach występował w kolejno 42, 24 i 33 meczach strzelając po 6, 6 i 7 goli. Sezon 2020/2021 zakończył z48 występami i 15 bramkami na koncie, a jego drużyna zajęła drugie miejsce w Pucharze Szkocji. W kolejnym rozegrał 39 meczów, strzelił 16 goli i dostał jedną czerwoną kartkę, a Hibernian F.C. zdobyło drugie miejsce w Pucharze Ligi Szkockiej. Ostatecznie jako stały piłkarz tego klubu wystąpił on dla niego 248 razy, zdobywając 60 bramek.

#### 2022–
6 sierpnia 2022 Boyle powrócił do Hibernian F.C. podpisując z nimi trzyletni kontrakt z opcją przedłużenia o rok. Jego pierwszym meczem po powrocie był pojedynek z Heart of Midlothian FC, w którym padł remis 1:1, a Australijczyk zdobył bramkę wyrównującą w 5-ej minucie doliczonego czasu gry drugiej połowy.

### Al-Faisaly FC
Boyle przeniósł się do Al-Faisaly FC 21 stycznia 2022 za 3,45 mln €. Zadebiutował on dla tego klubu 5 lutego 2022 w starciu z Damac FC (wyg. 3:0), zdobywając wówczas swoją pierwszą bramkę i asystę. Łącznie dla Al-Faisaly Australijczyk rozegrał 19 meczów, strzelając 4 gole.

## Kariera reprezentacyjna

### Szkocja U-16
Boyle występował w reprezentacji Szkocji do lat 16.

### Australia
Boyle mógł grać dla reprezentacji Australii ponieważ jego ojciec jest Australijczykiem. Pierwsze powołanie dostał w październiku 2018, chociaż już w marcu tego samego roku zainteresowanie tym zawodnikiem wyrażał Alex McLeish – trener reprezentacji Szkocji.
Boyle zadebiutował w reprezentacji Australii 17 listopada 2018 w meczu z Koreą Południową (1:1). Pierwszą bramkę zdobył trzy dni później w starciu z Libanem (wyg. 3:0), notując dublet i zaliczając asystę. Kolejny raz trafił do siatki 11 czerwca 2019 w wygranym 0:3 spotkaniu przeciwko Nepalowi. Czwartego gola strzelił on 2 września 2019 w meczu z Chinami (wyg. 3:0). Kolejną bramkę zdobył 7 października 2021 w wygranym 3:1 spotkaniu przeciwko Omanowi.
Został powołany na Mistrzostwa Świata 2022, niedługo później doznał jednak kontuzji i 15 listopada 2022 został zastąpiony w składzie przez Marco Tilio.

## Statystyki

### Klubowe
(aktualne na dzień 11 listopada 2022)
| Klub               | Sezon              | Liga                      | Liga  | Liga   | Puchar kraju | Puchar kraju | Puchar ligi | Puchar ligi | Europa | Europa | Suma  | Suma   |
| Klub               | Sezon              | Liga                      | Mecze | Bramki | Mecze        | Bramki       | Mecze       | Bramki      | Mecze  | Bramki | Mecze | Bramki |
| ------------------ | ------------------ | ------------------------- | ----- | ------ | ------------ | ------------ | ----------- | ----------- | ------ | ------ | ----- | ------ |
| Montrose F.C.      | 2009/10            | Scottish League Two       | 5     | 0      | 1            | 0            | 0           | 0           | –      | –      | 6     | 0      |
| Montrose F.C.      | 2010/11            | Scottish League Two       | 23    | 3      | 5            | 1            | 0           | 0           | –      | –      | 28    | 4      |
| Montrose F.C.      | 2011/12            | Scottish League Two       | 36    | 22     | 3            | 0            | 1           | 0           | –      | –      | 40    | 22     |
| Montrose F.C.      | 2012/13            | Scottish League Two       | 15    | 9      | 0            | 0            | 1           | 1           | –      | –      | 16    | 10     |
| Montrose F.C.      | Ogólnie            | Ogólnie                   | 79    | 34     | 9            | 1            | 2           | 1           | 0      | 0      | 90    | 36     |
| Dundee F.C.        | 2012/13            | Scottish Premiership      | 9     | 0      | 1            | 0            | 0           | 0           | –      | –      | 10    | 0      |
| Dundee F.C.        | 2013/14            | Scottish Premiership      | 29    | 4      | 1            | 0            | 1           | 0           | –      | –      | 30    | 4      |
| Dundee F.C.        | 2014/15            | Scottish Premiership      | 18    | 0      | 1            | 0            | 3           | 1           | 0      | 0      | 22    | 1      |
| Dundee F.C.        | Ogólnie            | Ogólnie                   | 56    | 4      | 3            | 0            | 4           | 1           | 0      | 0      | 63    | 5      |
| Hibernian F.C.     | 2014/15            | Scottish Championship     | 17    | 3      | 0            | 0            | 0           | 0           | –      | –      | 17    | 3      |
| Hibernian F.C.     | 2015/16            | Scottish Championship     | 26    | 6      | 0            | 0            | 4           | 0           | –      | –      | 30    | 6      |
| Hibernian F.C.     | 2016/17            | Scottish Championship     | 34    | 8      | 4            | 0            | 1           | 0           | 2      | 0      | 41    | 8      |
| Hibernian F.C.     | 2017/18            | Scottish Premiership      | 34    | 5      | 1            | 0            | 7           | 1           | –      | –      | 42    | 6      |
| Hibernian F.C.     | 2018/19            | Scottish Premiership      | 18    | 4      | 0            | 0            | 2           | 0           | 5      | 0      | 25    | 4      |
| Hibernian F.C.     | 2019/20            | Scottish Premiership      | 20    | 5      | 5            | 1            | 4           | 0           | –      | –      | 29    | 6      |
| Hibernian F.C.     | 2020/21            | Scottish Premiership      | 36    | 12     | 5            | 3            | 7           | 0           | –      | –      | 48    | 15     |
| Hibernian F.C.     | 2021/22            | Scottish Premiership      | 22    | 7      | 0            | 0            | 4           | 4           | 4      | 3      | 30    | 14     |
| Hibernian F.C.     | Ogólnie            | Ogólnie                   | 207   | 50     | 15           | 4            | 29          | 5           | 11     | 3      | 262   | 62     |
| Al-Faisaly FC      | 2021/22            | Saudi Professional League | 13    | 3      | 6            | 1            | –           | –           | –      | –      | 19    | 4      |
| Al-Faisaly FC      | Ogólnie            | Ogólnie                   | 13    | 3      | 6            | 1            | 0           | 0           | 0      | 0      | 19    | 4      |
| Hibernian F.C.     | 2022/23            | Scottish Premiership      | 12    | 5      | 0            | 0            | 0           | 0           | –      | –      | 12    | 5      |
| Hibernian F.C.     | Ogólnie            | Ogólnie                   | 36    | 5      | 0            | 0            | 0           | 0           | 0      | 0      | 12    | 5      |
| Ogólnie w karierze | Ogólnie w karierze | Ogólnie w karierze        | 367   | 97     | 33           | 6            | 35          | 7           | 11     | 3      | 446   | 112    |

### Reprezentacyjne
| Reprezentacja | Rok     | Mecze | Bramki |
| ------------- | ------- | ----- | ------ |
| Australia     | 2018    | 3     | 2      |
| Australia     | 2019    | 1     | 0      |
| Australia     | 2021    | 8     | 3      |
| Australia     | 2022    | 7     | 0      |
| Ogólnie       | Ogólnie | 19    | 5      |

| Mecze i gole w reprezentacji | Mecze i gole w reprezentacji | Mecze i gole w reprezentacji | Mecze i gole w reprezentacji | Mecze i gole w reprezentacji | Mecze i gole w reprezentacji | Mecze i gole w reprezentacji | Mecze i gole w reprezentacji         |
| Australia                    | Australia                    | Australia                    | Australia                    | Australia                    | Australia                    | Australia                    | Australia                            |
| Lp.                          | Data                         | Miejsce                      | Gospodarz                    | Gość                         | Wynik                        | Gol                          | Rozgrywki                            |
| ---------------------------- | ---------------------------- | ---------------------------- | ---------------------------- | ---------------------------- | ---------------------------- | ---------------------------- | ------------------------------------ |
| 1.                           | 17.11.2018                   | Brisbane                     | Australia                    | Korea Południowa             | 1:1                          |                              | Mecz towarzyski                      |
| 2.                           | 20.11.2018                   | Sydney                       | Australia                    | Liban                        | 3:0                          | Gol · Gol                    | Mecz towarzyski                      |
| 3.                           | 30.12.2018                   | Dubaj                        | Oman                         | Australia                    | 0:5                          |                              | Mecz towarzyski                      |
| 4.                           | 14.11.2019                   | Amman                        | Jordania                     | Australia                    | 0:1                          |                              | Mistrzostwa Świata 2022 – eliminacje |
| 5.                           | 03.06.2021                   | Kuwejt                       | Kuwejt                       | Australia                    | 0:3                          |                              | Mistrzostwa Świata 2022 – eliminacje |
| 6.                           | 11.06.2021                   | Kuwejt                       | Nepal                        | Australia                    | 0:3                          | Gol                          | Mistrzostwa Świata 2022 – eliminacje |
| 7.                           | 15.06.2021                   | Kuwejt                       | Australia                    | Jordania                     | 1:0                          |                              | Mistrzostwa Świata 2022 – eliminacje |
| 8.                           | 02.09.2021                   | Doha                         | Australia                    | Chiny                        | 3:0                          | Gol                          | Mistrzostwa Świata 2022 – eliminacje |
| 9.                           | 07.10.2021                   | Doha                         | Australia                    | Oman                         | 3:1                          | Gol                          | Mistrzostwa Świata 2022 – eliminacje |
| 10.                          | 12.10.2021                   | Saitama                      | Japonia                      | Australia                    | 2:1                          |                              | Mistrzostwa Świata 2022 – eliminacje |
| 11.                          | 11.11.2021                   | Sydney                       | Australia                    | Arabia Saudyjska             | 0:0                          |                              | Mistrzostwa Świata 2022 – eliminacje |
| 12.                          | 16.11.2021                   | Szardża                      | Chiny                        | Australia                    | 1:1                          |                              | Mistrzostwa Świata 2022 – eliminacje |
| 13.                          | 27.01.2022                   | Melbourne                    | Australia                    | Wietnam                      | 4:0                          |                              | Mistrzostwa Świata 2022 – eliminacje |
| 14.                          | 01.02.2022                   | Maskat                       | Oman                         | Australia                    | 2:2                          |                              | Mistrzostwa Świata 2022 – eliminacje |
| 15.                          | 24.03.2022                   | Sydney                       | Australia                    | Japonia                      | 0:2                          |                              | Mistrzostwa Świata 2022 – eliminacje |
| 16.                          | 29.03.2022                   | Dżudda                       | Arabia Saudyjska             | Australia                    | 1:0                          |                              | Mistrzostwa Świata 2022 – eliminacje |
| 17.                          | 07.06.2022                   | Ar-Rajjan                    | Zjednoczone Emiraty Arabskie | Australia                    | 1:2                          |                              | Mistrzostwa Świata 2022 – eliminacje |
| 18.                          | 13.06.2022                   | Ar-Rajjan                    | Australia                    | Peru                         | 0:0 k. 5:4                   |                              | Mistrzostwa Świata 2022 – baraże     |
| 19.                          | 22.09.2022                   | Brisbane                     | Australia                    | Nowa Zelandia                | 1:0                          |                              | Mecz towarzyski                      |

## Sukcesy
Sukcesy w karierze klubowej:

### Dundee F.C.
- Scottish Championship (1×): 2013/2014

### Hibernian F.C.
- Scottish Championship (1×): 2016/2017
- Puchar Szkocji (1×): 2015/2016
- Scottish Championship (1×): 2014/2015
- Puchar Szkocji (1×): 2020/2021
- Puchar Ligi Szkockiej (2×): 2015/2016, 2021/2022

## Życie prywatne
Jego żoną jest Rachael Small – szkocka piłkarka. Mają razem córkę Amelię.